# Parnassius stenosemus
Parnassius stenosemus är en fjärilsart som beskrevs av Eduard Honrath 1890. Parnassius stenosemus ingår i släktet Parnassius och familjen riddarfjärilar. Inga underarter finns listade i Catalogue of Life.

## Bildgalleri

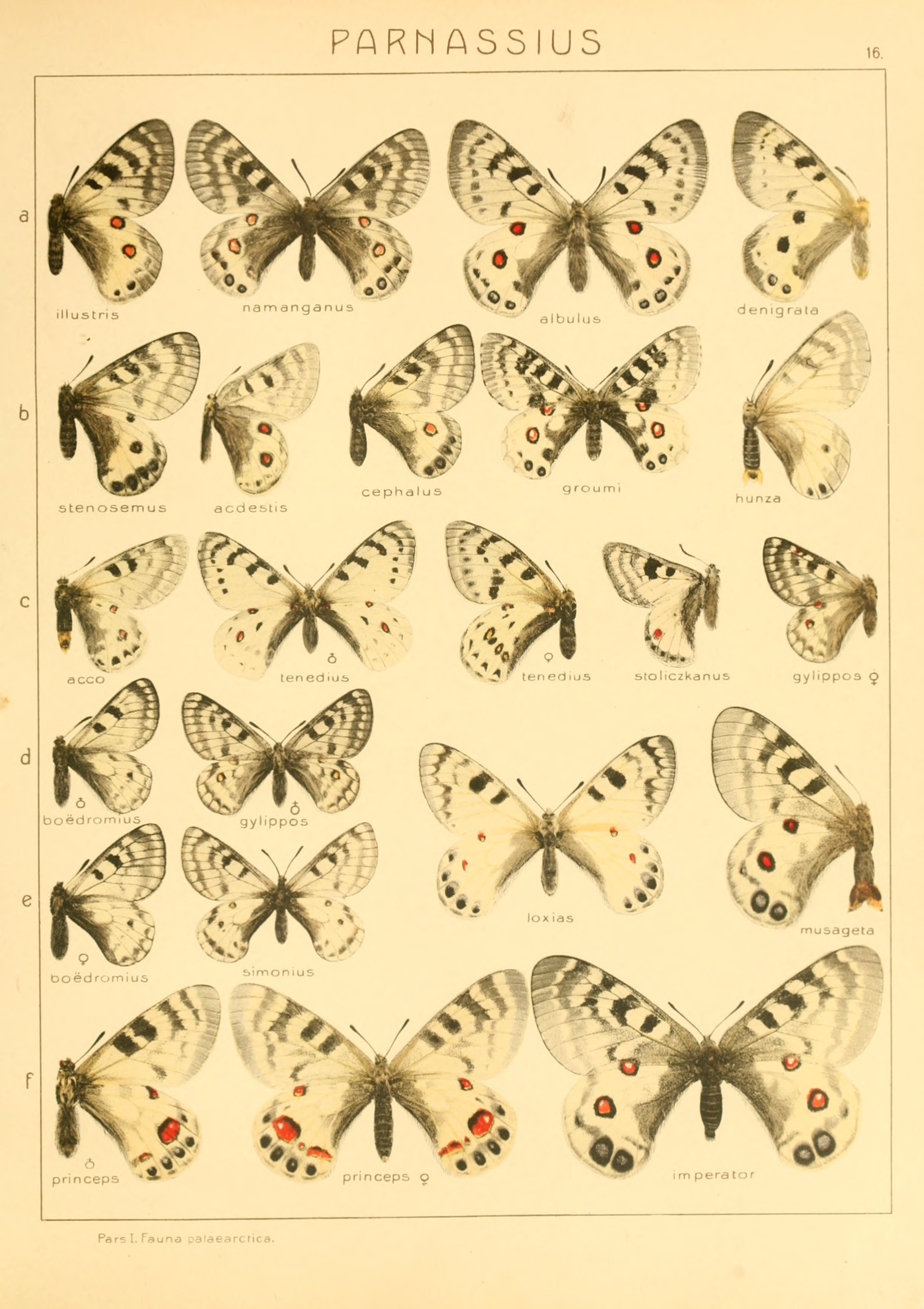